# Cercanías Murcia/Alicante
A Cercanías Murcia/Alicante (valenciai nyelven: Rodalia de Múrcia/Alacante) a Spanyolországban található Alicante elővárosi vasúthálózata, mely jelenleg három vonalból és 26 állomásból áll. A hálózat hossza 202 km, mely összeköti Alicante és Murcia városokat San Vicente del Raspeiggel, Elchevel, Orihuelaval, Totanaval, Lorcával és Águilasszal Üzemeltetője a Cercanías Renfe, a Renfe elővárosi vonatait üzemeltető leányvállalata. A pályahálózat tulajdonosa az Adif.

## Útvonalak
A hálózat jelenleg három vonalból áll:
| Járat | Útvonal                                                | Vonal hossza |
| ----- | ------------------------------------------------------ | ------------ |
|       | Alicante - Elche - Murcia del Carmen                   | 76 km        |
|       | Murcia del Carmen - Lorca - Águilas                    | 117 km       |
|       | Alicante - University of Alicante - San Vicente Centre | 8 km         |